# ГЕС Тронгфорс
ГЕС Тронгфорс (швед. Trångfors) — гідроелектростанція у центральній частині Швеції. Розміщена між ГЕС Flåsjö (вище за течією) і ГЕС Rätan. Входить до складу каскаду на річці Юнган, яка впадає у Ботнічну затоку Балтійського моря біля міста Свартвік.
У межах проекту річку перекрили бетонною контрфорсною греблею Skålandammen висотою 18 метрів та довжиною 110 метрів, обабіч якої лежать кам'яно-накидні ділянки загальною довжиною 130 метрів. Ця споруда створює підпір в озері-водосховищі Skålsjön з припустимим коливанням рівня поверхні між позначками 436,5 та 437,5 метра НРМ. Оскільки далі Юнган описує вигнуту на північ велику дугу, створили коротший шлях деривації через правобережжя річки. Він починається з каналу довжиною 3,4 км, який переходить у витягнуте на 2,9 км озерне розширення Degresjön, котре завершується насипною дамбою Äldädammen довжиною біля 400 метрів.
Неподалік від дамби облаштовано підземний машинний зал станції, обладнаний однією турбіною потужністю 73 МВт, що при напорі у 81 метр забезпечує виробництво 258 млн кВт-год електроенергії на рік.
Відпрацьована вода надходить у відвідний тунель довжиною 4,2 км, який на завершальному етапі переходить у відкритий канал довжиною 0,4 км.